# Mayobaetis ellenae
Mayobaetis ellenae är en dagsländeart som först beskrevs av Mayo 1973.  Mayobaetis ellenae ingår i släktet Mayobaetis och familjen ådagsländor. Inga underarter finns listade i Catalogue of Life.